# Johannes Bosschaert
Johannes Bosschaert (Middelburg, 1606 – Dordrecht, 1628) è stato un pittore olandese.

Cesto di fiori, 1627. Si tratta dell'ultima opera ancora esistente a firma Johannes Bosschaert.

È conosciuto come membro della famiglia Bosschaert, famosa per annoverare celebri pittori di nature morte. Era il secondo figlio di Ambrosius Bosschaert, ed ebbe come amico ed influenza artistica Roelant Savery. Oltre a ciò si conosce poco della sua vita, tanto che neppure le date di nascita e di morte sono oggi certe.